# 1470 Carla
1470 Carla è un asteroide della fascia principale del diametro medio di circa 36,97 km. Scoperto nel 1938, presenta un'orbita caratterizzata da un semiasse maggiore pari a 3,1622961 UA e da un'eccentricità di 0,0612042, inclinata di 3,22071° rispetto all'eclittica.
L'asteroide è dedicato a Carla Ziegler, amica della famiglia dello scopritore.